# Världsmästerskapen i badminton 2011
Världsmästerskapen i badminton 2011 anordnades den 8-14 augusti i London, England. 

## Medaljsummering
| Pl.    | Nation           | Guld | Silver | Brons | Totalt |
| ------ | ---------------- | ---- | ------ | ----- | ------ |
| 1      | Kina             | 5    | 1      | 3     | 9      |
| 2      | Sydkorea         | 0    | 1      | 1     | 2      |
| 3      | Kinesiska Taipei | 0    | 1      | 0     | 1      |
| 3      | Storbritannien1  | 0    | 1      | 0     | 1      |
| 3      | Malaysia         | 0    | 1      | 0     | 1      |
| 6      | Indonesien       | 0    | 0      | 2     | 2      |
| 7      | Danmark          | 0    | 0      | 1     | 1      |
| 7      | Tyskland         | 0    | 0      | 1     | 1      |
| 7      | Indien           | 0    | 0      | 1     | 1      |
| 7      | Japan            | 0    | 0      | 1     | 1      |
| Totalt | Totalt           | 5    | 5      | 10    | 20     |

## Resultat
| Event       | Guld                  | Silver                      | Brons                        |
| Herrsingel  | Lin Dan               | Lee Chong Wei               | Chen Jin                     |
| Herrsingel  | Lin Dan               | Lee Chong Wei               | Peter Gade                   |
| Damsingel   | Wang Yihan            | Cheng Shao-chieh            | Juliane Schenk               |
| Damsingel   | Wang Yihan            | Cheng Shao-chieh            | Wang Xin                     |
| Herrdubbel  | Cai Yun Fu Haifeng    | Ko Sung-hyun Yoo Yeon-seong | Jung Jae-sung Lee Yong-dae   |
| Herrdubbel  | Cai Yun Fu Haifeng    | Ko Sung-hyun Yoo Yeon-seong | Mohammad Ahsan Bona Septano  |
| Damdubbel   | Wang Xiaoli Yu Yang   | Tian Qing Zhao Yunlei       | Miyuki Maeda Satoko Suetsuna |
| Damdubbel   | Wang Xiaoli Yu Yang   | Tian Qing Zhao Yunlei       | Jwala Gutta Ashwini Ponnappa |
| Mixeddubbel | Zhang Nan Zhao Yunlei | Chris Adcock Imogen Bankier | Xu Chen Ma Jin               |
| Mixeddubbel | Zhang Nan Zhao Yunlei | Chris Adcock Imogen Bankier | Tontowi Ahmad Lilyana Natsir |

## Deltagande länder
| - Australien (4) - Österrike (4) - Belarus (2) - Belgien (8) - Brasilien (2) - Bulgarien (4) - Kanada (10) - Kina (24) - Taiwan (14) - Kroatien (3) - Tjeckien (2) - Danmark (16) - England (18) - Finland (2) - Frankrike (7) - Tyskland (12) | - Guatemala (1) - Hongkong (8) - Indien (12) - Indonesien (24) - Irland (4) - Israel (1) - Italien (1) - Japan (24) - Litauen (1) - Malaysia (15) - Mexiko (3) - Marocko (1) - Nederländerna (14) - Nya Zeeland (1) - Peru (3) - Polen (8) | - Ryssland (11) - Skottland (5) - Singapore (9) - Slovakien (1) - Slovenien (1) - Sydafrika (5) - Sydkorea (13) - Spanien (4) - Sri Lanka (2) - Sverige (5) - Schweiz (3) - Thailand (10) - Turkiet (4) - Ukraina (8) - USA (9) - Vietnam (1) |